# Larry Eyler
Larry Eyler, né le 21 décembre 1952 à Crawfordsville, dans l'Indiana, et mort en prison le 6 mars 1994 à Pontiac, dans l'Illinois, est un tueur en série américain inculpé et condamné à mort dans l'État d'Illinois pour le meurtre et le démembrement de Daniel Bridges, âgé de 16 ans en 1984.
Actif dans le Midwest, Larry Eyler avoua avant sa mort avoir commis vingt homicides supplémentaires de jeunes hommes ou adolescents entre 1982 et 1984 dans cinq États différents des États-Unis. Pendant qu'il attendait son exécution, il mourut à la suite des complications du Sida. Après son décès, son avocate, Kathleen Zellner, révéla, à titre posthume, la liste de ses victimes.

## Jeunesse
Larry William Eyler naît le 21 décembre 1952, comme dernier des quatre enfants de George Howard Eyler (1924-1971) et Shirley Phyllis Kennedy (1928-2016). Son père est alcoolique et violent et les parents divorcent lorsque Larry a deux ans; il est souvent placé avec sa sœur dans des familles d'accueil, ou simplement sous la protection des aînés. Leur mère travaille à l'usine et comme serveuse.
Eyler est scolarisé à la St. Joseph School de Lebanon. Il est grand pour son âge et sportif, mais il est victime de moqueries de la part de ses camarades à cause de son milieu pauvre et du divorce de ses parents. Il est plutôt calme, mais a peu d'amis. Sa mère se remarie en 1957, mais divorce encore au bout d'un an, puis elle se remarie une troisième fois en 1960, et une fois encore divorce au bout de quatre ans. Son quatrième mariage a lieu en 1972. Les deux premiers beaux-pères d'Eyler boivent fréquemment et l'un d'eux punit parfois le garçon en lui mettant la tête sous le robinet d'eau bouillante.
Comme il se rebelle, sa mère le place à l'âge de dix ans dans une institution pour garçons difficiles, ce qui le perturbe gravement suppliant sa mère de le faire revenir à la maison. Il est soumis à des tests psychologiques qui révèlent qu'il bénéficie d'une intelligence dans la moyenne; mais qu'il souffre d'insécurité psychologique, avec un syndrome d'abandon et qu'il craint plus que tout la séparation. Les psychologues recommandent de le mettre en pension et il passe six mois dans un établissement de Fort Wayne avant de retourner vivre chez sa mère.

### Adolescence et premières années d'adulte
Eyler découvre qu'il a des tendances homosexuelles lorsqu'il traverse sa période d'adolescence. Il doit lutter contre une haine de soi qu'il éprouve intimement, mais en parle librement en famille. Il sort même occasionnellement avec des filles dans ses années de lycée, et noue avec elles des amourettes platoniques,. Peu motivé par ses études, il échoue à son examen de fins d'études secondaires; mais il obtient plus tard un certificat de General Educational Development. Après le collège supérieur, Eyler obtient un emploi de gardien de sécurité à l'hôpital général du comté de Marion qu'il garde pendant six mois, puis travaille dans un magasin de chaussures. C'est à cette époque qu'il fréquente les bars gay d'Indianapolis et a ses premières liaisons homosexuelles, plutôt passagères. Certains de ses partenaires notent qu'il détourne le regard pendant qu'il a des relations sexuelles et les traite parfois de « putain » ou de « salope », comme s'il s'agissait de fantasmer que ses partenaires sont des femmes de mauvaise vie.

## Description du cas
Larry Eyler, devenu peintre en bâtiment, est décrit par plusieurs membres de la communauté gay d'Indianapolis comme un « homme de belle allure ayant une forte personnalité et pouvant se révéler violent pendant les actes sexuels ». Il est adepte du culturisme. Il réside dans un appartement de Terre Haute avec un professeur de 38 ans, du nom de Robert David Little, qu'il avait rencontré en 1974. Il s'agit d'une relation platonique, Little tenant le rôle d'une figure paternelle. Les deux hommes fréquentent la communauté gay d'Indianopolis, mais comme Little est plutôt taciturne et peu attirant, il se sert d'Eyler pour attirer des partenaires sexuels ou amicaux chez eux.

### Première tentative de meurtre
Le 3 août 1978, Larry Eyler avise un auto-stoppeur de 19 ans du nom de Craig Long sur la 7e rue de Terre Haute, le fait monter dans son pick-up et aussitôt lui fait des propositions. Le garçon refuse et tente de sortir du véhicule; mais Eyler brandit un couteau et comme Long lui rétorque qu'il n'a pas d'argent, Eyler se dirige vers un champ et lui déclare : « Ce n'est pas ton argent qui m'intéresse »; il le fait se déshabiller, lui menotte les poignets et lui ligote les chevilles et lui ordonne de monter sur le plateau arrière. Lorsque Long fait une tentative de fuite pendant qu'Eyler se déshabille, Eyler le poursuit alors que le garçon hurle « sale pédé » et lui assène un coup de couteau dans la poitrine qui lui atteint le poumon. Le garçon s'effondre sur le sol et feint d'être mort. Plus tard, il claudique jusqu'à une maison dont les occupants appellent aussitôt les secours.
Peu après, Eyler conduit son véhicule jusqu'à cette maison, alors que Craig Long est en train de recevoir les premiers soins, et il donne au shérif-adjoint qui est arrivé la clé des menottes, déclarant qu'il a donné ce coup de couteau « accidentellement ». Eyler est mis en garde à vue; on retrouve dans son véhicule un couteau de chasse, un fouet à pointes de métal, un couteau de boucher, une autre paire de menottes, un flacon de gaz lacrymogène.
« [Eyler] a ressenti un besoin urgent, sans réaliser ce qu'il faisait vraiment, étant en plein fantasme. Cette affaire lui apprend qu'il ne peut plus laisser échapper une victime vivante, qu'il ne peut plus revenir en arrière et que désormais il est décidé à tuer. ».
Eyler est condamné pour agression aggravée ayant plaidé coupable et doit payer 10 000 dollars de caution, somme que ses amis réunissent pour lui. Il est relâché sous caution le  23 août suivant. À cette date, les avocats d'Eyler donnent à Long un chèque de la part de Robert Little de 2 500 dollars en échange de son acceptation de ne pas porter plainte. Long accepte l'offre, et Eyler change son plaidoyer en non coupable. À ce titre, il est acquitté le 13 novembre et condamné à une amende de 43 dollars en frais de justice.

### Relation stable
En août 1981, Eyler noue une relation sentimentale avec un jeune homme marié de 20 ans du nom de John Dobrovolski. Dobrovolski demeure avec sa femme et leurs deux enfants, ainsi que trois enfants placés chez eux à leur domicile de North Greenview Avenue à Chicago. Son épouse, Sally, tolère l'orientation sexuelle de son mari et admet même qu'il reçoive parfois son amant chez eux les jours de semaine en échange de payer un tiers du loyer.
Eyler et Dobrovolski partagent un penchant pour le sado-masochisme, et Eyler ligote en préliminaires parfois le jeune homme allant même jusqu'à le battre et l'injurier. Au fil du temps, leur relation devient stable, Eyler étant rassuré du fait qu'il est le seul homme dans la vie de Dobrovolski. Cependant les deux amants se disputent souvent violemment, mais Eyler ne se venge pas. Quant à Robert Little, il déteste Dobrovolski qui éloigne de lui Larry Eyler. Peintre en bâtiment dans l'Illinois, Eyler travaille aussi le samedi dans un magasin de boissons à Greencastle dans l'Indiana et voyage donc régulièrement dans les deux États, demeurant le week-end chez Robert Little à Terre Haute.

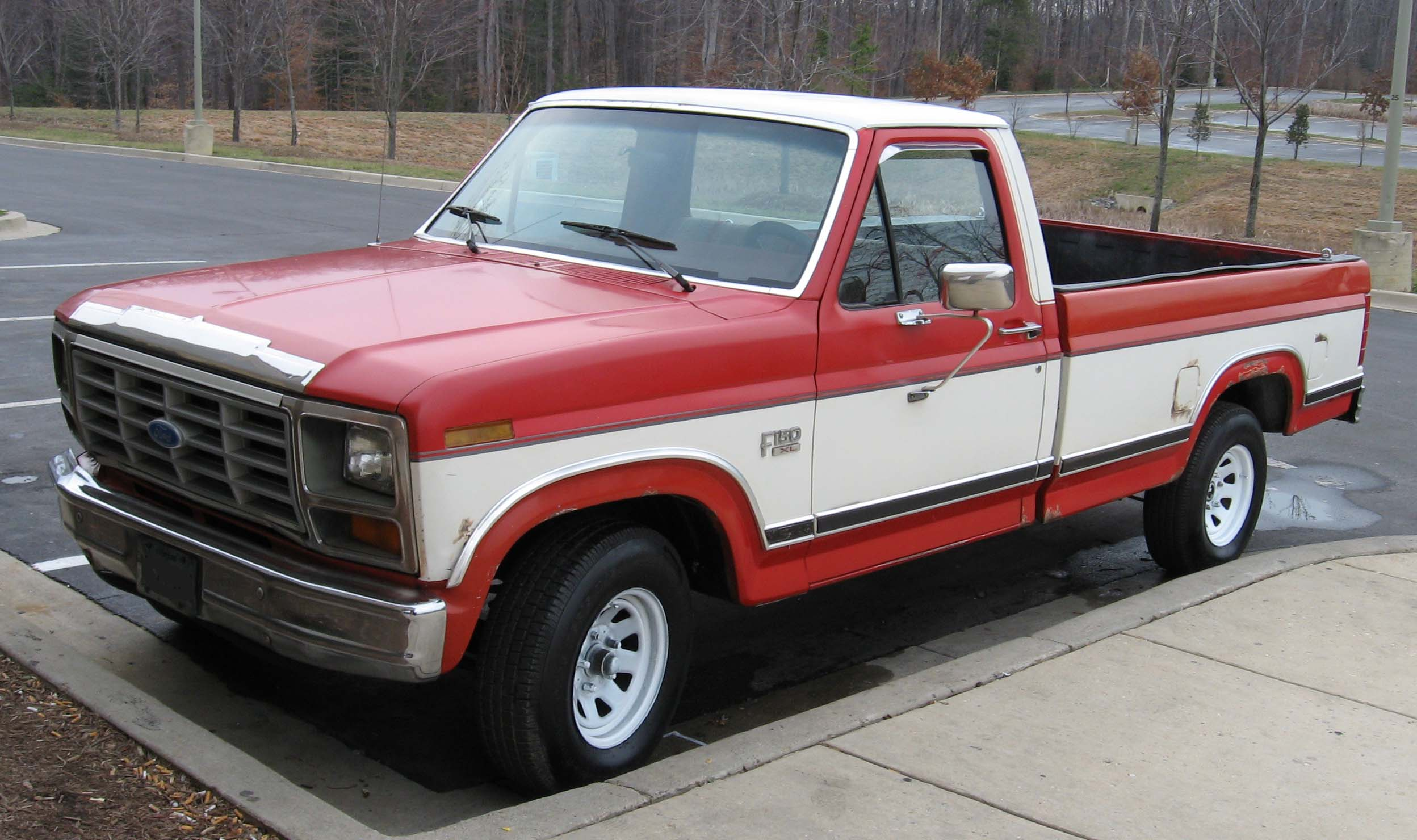
Photographie d'un pick-up 7e génération (Ford F-Series), comme celui, de couleur argent, qu'Eyler consduisant lors de ses enlèvements.

### Meurtres
Entre 1982 et 1984, Eyler commet au minimum vingt-deux meurtres et une tentative de meurtre. Tous les meurtres impliquent la contrainte et la plupart des victimes sont soumises à divers degrés de sado-masochisme avant d'être poignardées ou lacérées à mort à la poitrine ou à l'abdomen. Ses victimes sont neutralisées auparavant avec de l'alcool ou des sédatifs comme de l'ethchlorvynol. Certaines sont éviscérées post mortem et au moins quatre démembrées, puis leurs corps abandonnés dans les champs près des autoroutes inter-cité, souvent torse nu, pantalon et sous-vêtement baissés
Le 12 octobre 1982, Eyler attire dans son véhicule un jeune homme de 21 ans du nom de Craig Townsend à Crown Point. Bien que complètement drogué et ayant été sévèrement battu, puis abandonné nu et comateux dans un champ, le jeune homme survit.
Onze jours plus tard, le 23 octobre, Eyler enlève et tue un garçon de 19 ans du nom de Steven Crockett,. Son corps est retrouvé dans un champ de maïs dans le comté de Kankakee douze heures environ après le meurtre. L'autopsie révèle qu'il a été battu, puis poignardé à mort, de trente-deux coups dont quatre à la tête. Une semaine plus tard, le 30 octobre, Edgar Underkofler de 26 ans disparaît de Rantoul et son cadavre n'est retrouvé que le 4 mars 1983 dans un champ près de Danville (Illinois). Le mois suivant, Eyler tue un barman de 25 ans, John Johnson. Son corps est retrouvé un mois plus tard à Lowell (Indiana). Le 20 novembre, Eyler enlève un jeune autostoppeur de 19 ans, William Lewis, près de Vincennes (Indiana). Il est tué de coups de couteau et enterré dans un champ près de Rensselaer (Indiana),. 
Le 19 décembre, Steven Agan, 23 ans, est enlevé à Terre Haute. On trouve son corps dans un bois près de la route de l'État d'Indiana no 63, le 28 décembre suivant. Les enquêteurs remarquent non loin sur les murs d'une grange d'une ferme abandonnée des traces de chair humaine, ce qui laisse supposer que le jeune homme a été suspendu contre le mur. De plus son abdomen, sa poitrine et son cou ont été horriblement mutilés. Le Dr John Pless qui mène cette autopsie fait état d'un meurtrier à la rage incontrôlée. Le même jour, il doit aussi procéder à l'autopsie d'une autre victime, John Roach, âgé de 21 ans, dont le corps a été trouvé près de l'Insterstate no 70 dans le comté de Putnam dans l'Indiana. Le Dr Pless note des similarités frappantes entre les deux victimes, coups de poignard aux mêmes endroits, laissant supposer qu'il s'agit du même tueur.
Le 30 décembre, un étudiant de l'université Yale de 22 ans, David Block, disparaît de la ville de banlieue de Highland Park, après avoir dit à ses parents qu'il allait rendre visite à un ami demeurant dans la ville voisine de Highwood. Son cadavre est découvert par un fermier dans un champ au sud de la route de l'État d'Indiana no 173, le 7 mai 1984.

### 1983
Le 24 janvier 1983, Eyler enlève et tue un garçon de 16 ans, Ervin Gibson, dans le comté de Lake (Illinois). On ne trouve son corps que le 15 avril suivant avec un chien mort à coups de poignard sur son cadavre? Entre mars et avril 1983, Eyler aurait tué encore au moins cinq jeunes hommes entre 17 et 29 ans. Le 9 mai 1983, le corps de Daniel Scott McNeive, 21 ans, est trouvé dans un champ près de la route d'État de l'Indiana no 39 dans le comté d'Hendricks (Indiana). Ses blessures mortelles sont similaires à celles d'autres victimes et sont la signature d'un même assassin. Il a reçu neuf coups de couteau au cou, cinq dans le dos, onze à l'abdomen dont l'un sectionne son petit intestin. Des marques sont trouvées aux poignets et aux chevilles et son jeans est baissé aux chevilles. Comme pour les autres victimes, il apparaît que le corps de McNeive n'a pas subi d'agression sexuelle. Neuf jours plus tard, Eyler tue un jeune homme de 25 ans du nom de Richard Bruce à Effingham (Illinois). Son corps a été jeté d'un pont dans un ruisseau et n'a pas été trouvé avant le 5 décembre 1983.
Beaucoup d'avocats de la communauté gay d'Indiana commencent à spéculer début 1983 que l'augmentation soudaine  de disparitions et de meurtres de jeunes gens dans l'Indiana et l'Illinois pourrait être le fait d'un seul meurtrier sadique. La police effectue des descentes dans les bars et les librairies gay et scrute les caméras de surveillance de ces établissements pour identifier d'éventuels suspects, tandis qu'un journal gay, The Works, met en place une ligne d'assistance téléphonique anonyme avec une récompense de 1 500 dollars pour toute information permettant d'éclairer les enquêteurs.
Au début du printemps 1983, la police  de l'Indiana est convaincue que ces meurtres de jeunes gens ont été commis dans cet État par le même homme. Six jours après la découverte du corps de McNeive, la police de l'État d'Indiana réunit trente-cinq détectives des quatre juridictions où les corps ont été trouvés afin de les mettre sur la piste d'un même homme et de former une task force uniquement dédiée à ces affaires. Les quatre meurtres de l'Indiana sont considérées comme constitutifs d'une même affaire et l'on fait appel en plus à deux détectives de la police d'État, deux de la police de l'Indianapolis et deux de chaque comté afin d'être impliqués dans cette chasse à l'homme. Cette task force est commandée par le lieutenant Jerry Campbell de la police d'Indianapolis.

### Enquête coordonnée
Cette force d'enquête et d'intervention appelée Central Indiana Multi-Agency Investigation Team contacte dès le premier jour de son existence le FBI par son National Crime Information Center, décrivant la méthode des crimes, la disposition des corps et les blessures mortelles similaires. Peu après, des enquêteurs du Kentucky contactent la force d'intervention pour signaler qu'un habitant du Kentucky de 29 ans nommé Jay Reynolds a été découvert poignardé à mort dans le comté de Madison, le 22 mars 1983,  et que son corps a été transporté d'ailleurs sur la scène de découverte. Quelques jours plus tard, des enquêteurs de Chicago signalent que le corps d'un jeune Afro-américain de 18 ans du nom de Jimmie Roberts a été trouvé poignardé de trente-cinq coups de couteau dans le ruisseau de Thorn Creek, le 9 mai. Le cas des deux victimes est relié à la chasse à l'homme en cours. L'assassin recherché est surnommé le « meurtrier des autoroutes ».
Le 6 juin, un ancien amant d'Eyler, Thomas Henderson, téléphone à la force d'investigation et d'intervention par le biais de la ligne confidentielle mise en place, afin d'exprimer ses soupçons à l'égard d'Eyler qui pourrait bien être le meurtrier recherché; il explique que son ancien amant a déjà été condamné pour une affaire de  coups de couteau en 1978 à l'endroit d'un jeune autostoppeur et qu'il fait montre d'un caractère violent avec un penchant pour le bondage. Henderson ajoute qu'Eyler est employé dans un magasin de vente de boissons le samedi à Greencastle et qu'il habite à Terre Haute avec un homme plus âgé, le week-end. Il informe aussi les enquêteurs qu'en mai 1982 Eyler a drogué un adolescent de 14 ans et l'a abandonné inconscient dans un bois près de Greencastle. Le garçon n'a pas subi d'agression sexuelle et les enquêteurs sont donc d'avis qu'Eyler a sans aucun doute voulu tester sur lui l'effet que les pilules avaient d'un point de vue sédatif.
La police vérifie les antécédents de Larry Eyler et découvre qu'il a été arrêté en 1978 pour une tentative d'agression sexuelle sur un garçon qui faisait de l'auto-stop et qu'il avait été laissé pour mort après avoir été poignardé. Le fait qu'il ait été menotté et qu'il ait eu les chevilles ligotées coïncide avec le modus operandi du « meurtrier des autoroutes ». Eyler est connu pour voyager régulièrement entre Indianapolis et Chicago. Ces informations sont donc considérées comme suffisantes pour mettre Eyler sous surveillance, mais pas sous surveillance lourde. Il ne faut pas attirer l'attention,.

### Profilage du FBI
C'est à la demande de la Central Indiana Multi-Agency Investigation Team, que le FBI développe un portrait robot psychologique et un profilage du sadique inconnu. L'on pense à ce stade qu'il s'agit d'un homme blanc autour de la petite trentaine travaillant dans un emploi peu qualifié,  présentant un aspect peu amène à cause de ses pulsions homosexuelles le conduisant à se détester lui-même.
L'individu projette de lui une image de mâle dominant recherchant la compagnie d'autres hommes plutôt masculins pour obtenir leur approbation et acquérir un fort sentiment d'appartenance; ainsi cet individu fréquente des bars d'hommes plutôt ruraux et aime vivre la nuit, mais se sent toujours à la limite d'être découvert comme homosexuel et cette terreur qu'il éprouve peut le mener à la panique. Il exprime sa haine de l'homosexualité masculine pour masquer l'attirance véritable qu'il éprouve envers ceux dont il recherche l'acceptation. En outre, le FBI met en avant que le meurtrier efface symboliquement son acte en recouvrant grossièrement sa victime de feuilles ou de terre et qu'il a sans doute eu pour ses premiers meurtres un complice plus âgé et plus intelligent, faisant partie d'une classe sociale moins modeste,. Comme la plupart des victimes sont athlétiques et souples, le profilage dessine un individu musclé et fort physiquement. Le fait que les victimes aient été menottées et ligotées (ce que montrent les marques aux poignets et aux chevilles) suggère qu'elles ont dû auparavant se battre pour résister à leur meurtrier.

### Meurtres suivants
Le 2 juillet 1983, l'on découvre le corps partiellement dévêtu d'un homme latino-américain dans un champ à moins de deux kilomètres de la ville de Paxton dans le comté de Ford (Illinois). la mort est intervenue le 27 ou 28 juin 1983, la victime ayant été poignardée plusieurs fois dans l'abdomen. Huit semaines plus tard, le 31 août, une équipe de forestiers élaguant les arbres découvre le corps d'un jeune homme dans un champ près d'un péage de la rouge de l'Illinois no 60. Les enquêteurs du comté de Lake relient immédiatement ce crime aux deux morts tués de manière identique trouvés non loin, plus tôt en 1983 (Ervin Gibson et Gustavo Herrera). La victime est un homme de 28 ans nommé Ralph Calise. Il a subi dix-sept coups de couteau de boucher ou de chasse avec plusieurs blessures mortelles à l'abdomen et sectionnant son intestin grêle .
Au début du mois de septembre, une journaliste de la WLS-TV de Chicago, Gera-Lind Kolarik, note des similarités entre le meurtre de Calise survenu le 31 août et les deux morts qui ont précédées, survenues dans le comté de Lake. Gera-Lind Kolarik fait aussi le lien avec d'autres meurtres de jeunes hommes ayant eu lieu dans l'Indiana et qui portent la même signature: des mutilations au couteau. Ce serait le même meurtrier qui aurait sévi aux deux endroits . En s'entretenant avec des enquêteurs du comté de Cook dans l'Illinois, Gera-Lind Kolarik découvre que deux jeunes hommes tués en 1982 et disparus à Chicago ont été découverts dans les mêmes conditions que les autres dans le comté de Kankakee et celui de Lowell (Indiana).
Le 8 septembre, les enquêteurs de ces juridictions des deux États où ont été découvertes ces victimes supplémentaires se mettent d'accord avec la force d'enquête de Crown Point pour les relier au même criminel. Il y a déjà dix-sept victimes dans cette liste. Un mois plus tard, le 4 octobre, deux cueilleurs de champignons découvrent un torse humain caché dans un sac en plastique dans le comté de Kenosha (Wisconsin). La victime est identifiée comme étant Eric Hansen âgé de 18 ans, vu la dernière fois vivant le 27 septembre à St. Francis (Wisconsin). La tête d'Hansen et ses membres ont été sectionnés avec une scie à métaux, le crâne et les bras n'ont jamais été retrouvés ,. Le 18 octobre, quatre corps partiellement décomposés sont découverts sous un chêne près d'une ferme abandonnée de Lake Village (Indiana). Leur mort remonte à plusieurs mois et ils ont été partiellement enterrés de manière rudimentaire. Trois sont blancs et se retrouvent d'un côté de l'arbre, leur tête face au nord. Le quatrième est noir, non identifié, entre 15 et 18 ans et est enterré de l'autre côté de l'arbre. Les quatre victimes ont été poignardées plus d'une douzaine de fois avec une lame d'au moins huit pouces de longueur et les pantalons des victimes sont baissés au niveau des chevilles,.
Deux mois plus tard, le 7 décembre, un chasseur trouve un squelette partiellement enterré dans le comté d'Hendricks près de la route no 40. La victime est identifiée plus tard comme étant Richard Wayne, âgé de 17 ans, qui avait disparu le 20 mars en provenance de Californie pour retourner chez lui à Montpelier (Indiana). Le corps décomposé d'un homme noir mesurant 1m80, jamais identifié, est trouvé sous les restes brûlés d'un mobile home à quelques mètres de là où Richard Wayne avait été enterré.

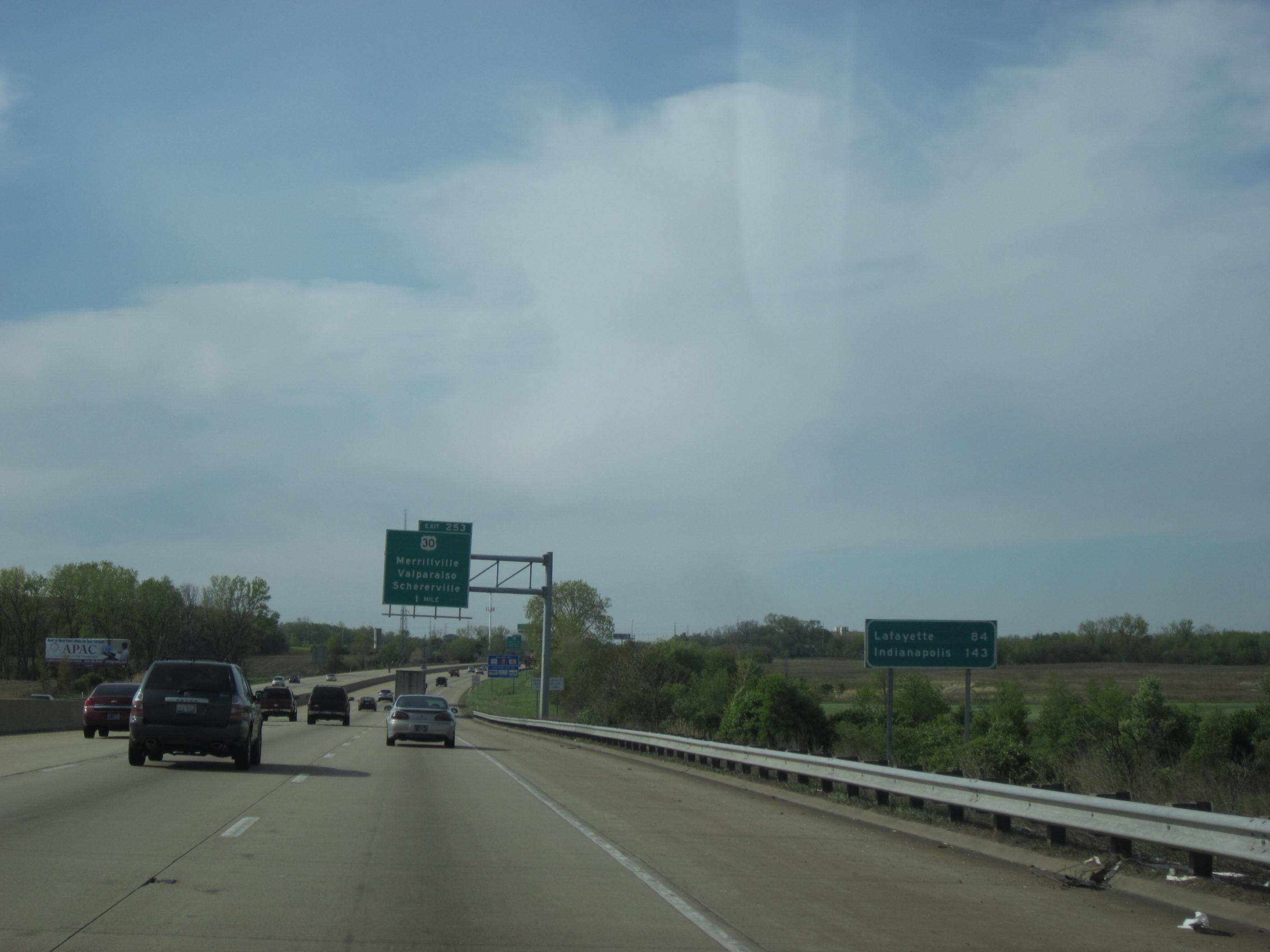
Autouroute Interstate no 65 dans l'Indiana. Eyler est arrêté pour une infraction routière sur cette autoroute le 30 septembre 1983.

## Arrestation
Le 30 septembre, Eyler est arrêté à Lowell dans l'Indiana pour une petite infraction routière. Il se trouve en compagnie d'un jeune autostoppeur et les deux sont emmenés au poste de Lowell. Le sergent William Cothran a en effet découvert des cordes de nylon suspectes dans son pick-up et Eyler est accusé de propositions sexuelles auprès du jeune homme et la voiture placée à la fourrière,.
Peu après une heure et demi de l'après-midi, deux enquêteurs de la Central Indiana Multi-Agency Investigation Team se mettent à interroger Eyler dont ils ont été informés qu'il est suspecté dans une série de meurtres, par le coup de fil anonyme d'une des anciennes connaissances d'Eyler. Celui-ci est prêt à discuter de toute sorte de points concernant sa vie et de répondre à leurs soupçons, mais il refuse de parler de sa sexualité. Questionné sur les meurtres de John Roach et de Daniel McNeive, Eyler reconnaît avoir lu la presse à ce sujet, notamment dans des articles de l' Indianapolis Star, mais nie être associé à quoi que ce soit. Il consent à ce que les enquêteurs examinent son véhicule, le prennent lui-même en photo, relèvent ses empreintes digitales, et le soumettent à un examen graphologique plus tard.

### Preuves
La fouille du véhicule d'Eyler apporte un couteau deux tronçons de corde, des menottes, un marteau, deux battes de baseball, une mallette et du ruban chirurgical. En inspectant les chaussures d'Eyler et sa voiture, ils s'aperçoivent que les empreintes correspondent exactement avec celles en plâtre faites à partir des empreintes trouvées autour du corps de Ralph Calise. Les pneus correspondent aussi aux traces de pneus trouvées sur le lieu de la découverte du corps. En outre, du sang est découvert sous le manche du couteau à l'intérieur du véhicule. On sait qu'Eyler circulait régulièrement entre les trois districts de l'Indiana et de l'Illinois où plusieurs cadavres ont été découverts: Greencastle; Terre Haute; et Chicago.. De plus, le profil psychologique d'Eyler correspond à celui élaboré plus tôt par le FBI,.
Après que la police scientifique a examiné le véhicule d'Eyler, les enquêteurs d'Indiana l'informent qu'il est libre et peut reprendre sa voiture. Le 1er octobre suivant, la police d'Indiana obtient un mandat de perquisition concernant l'appartement de Robert Little à Terre Haute. La fouille a lieu à l'aube du 2 octobre et révèle d'autres preuves, comme des relevés d'une carte de crédit prouvant la présence de Larry Eyler dans les juridictions en cause et aux dates suspectes. De plus, Eyler a appelé plusieurs fois Little en PCV à des heures anormales et juste après les meurtres. L'un de ces appels a été effectué d'une cabine téléphonique près de l'hôpital du comté de Cook, le 8 avril, date du meurtre de Gustavo Herrera. Les registres de l'hôpital révèlent qu'Eyler y a été traité pour une profonde coupure à la main ce même jour, qu'il dit causée par une bouteille de bière par terre lorsqu'il a chuté de son pick-up. Des reçus montrent qu'il a acheté des menottes et un couteau le lendemain. En outre, les enquêteurs découvrent qu'Eyler et Little ont passé récemment plusieurs semaines de vacances à New York et sont rentrés juste avant le meurtre de Calise. Ces révélations conduisent Cathy Berner, qui fait partie de l'équipe centrale des enquêteurs, à faire remarquer à ses collègues que, si Eyler n'était pas le meurtrier qu'ils cherchaient, il suivait en fait exactement les traces du véritable meurtrier au jour le jour.
Les traces de pneus ne sont pas exploitables, mais les enquêteurs obtiennent la permission du state attorney de saisir les objets de la camionnette d'Eyler. Une perquisition est menée plus en profondeur et l'on trouve un cheveu, deux coussins tachés de sang, des relevés de carte de crédit et une facture qui posent question. Eyler est interrogé à Waukegan par l'enquêteur Dan Colin. C'est à cette occasion qu'il admet à Colin avoir une préférence pour être le partenaire dominant dans ses jeux sexuels et que sa liaison avec Dobrovolski était quelque chose comme une histoire d'amour vache, un rapport amour-haine qui rend fréquentes leurs disputes et qui lui a fait recevoir des coups. Il nie que les traces de pas et les marques de pneus sur la scène de meurtre de Calise (qu'il affirme n'avoir jamais rencontré) soient les siennes. Colin lui dit alors : « Larry, nous savons quelque chose de vous. Vous vous êtes bagarré avec John [Dobrovolski] et vous avez pris quelqu'un d'autre que vous avez poignardé à la place de John. » Cette accusation fait visiblement vaciller Eyler.

## Représentation légale
Peu de temps après sa remise en liberté le 4 octobre, Eyler demande d'être représenté par un avocat de Chicago appelé Kenneth Ditkowsky. Ayant reçu confirmation de la part du chef adjoint des enquêteurs du comté de Lake que la police ne dispose que de preuves insuffisantes pour accuser formellement son client de meurtre, Ditkowsky porte plainte au civil contre la police du comté de Lake et la police de l'État d'Indiana, le 11 octobre, citant la loi contre le harcèlement et que les enquêteurs des deux États ont violé le quatorzième amendement de la Constitution des États-Unis et les droits civiques d'Eyler en l'impliquant dans leur enquête collective avec des preuves insuffisantes pour l'accuser officiellement de meurtre. Il est demandé 250 000 dollars de dommages et intérêts contre onze officiers de police des deux États.

### Analyse des preuves
Le 6 octobre, les empreintes de chaussures et de pneus retrouvées sur la scène du crime de Ralph Calise sont envoyées au siège du FBI à Washington pour des analyses plus poussées et pour les comparer avec les preuves trouvées par les enquêteurs de l'équipe centrale d'enquêteurs de l'Indiana afin d'analyser scientifiquement le lien d'Eyler avec ce crime. Quelques jours plus tard, le FBI rapporte aux enquêteurs que les empreintes de chaussures correspondent précisément. L'analyse des traces de sang détermine qu'il s'agit du groupe A positif. En outre les traces de pneus sont de deux marques différentes et correspondent aux traces retrouvées sur la scène du crime et la profondeur des ornières correspond aussi.
L'équipe centrale des enquêteurs se réunit le 27 octobre pour déterminer s'il existe des preuves suffisantes pour accuser Eyler du meurtre de Calise. À l'issue de cette réunion, ils sont convaincus qu'elles sont suffisantes. Le lendemain, ils obtiennent la garantie de pouvoir récupérer le cheveu d'Eyler et les échantillons de sang pour les comparer avec les traces retrouvées dans le véhicule d'Eyler et répondre ainsi au procès civil qui se tient le lendemain.
Le procès civil se tient au tribunal fédéral Dirksen le 29 octobre. Ditkowsky demande la permission d'accéder à l'« affidavit » (déclaration sous serment) que les enquêteurs ont formulé pour requérir un mandat de perquisition pour le véhicule d'Eyler. Ditkowsky déclare devant le juge Paul Plunkett qu'il n'y aucune once de preuve contre son client; mais le juge, ayant examiné le mandat collectif des enquêteurs, statue que Ditkowsky ne peut obtenir l'accès à ces documents à la date présente. Alors qu'Eyler sort de l'audience, deux enquêteurs du comté présentent à Ditkowsky leur mandat les autorisant à récupérer les échantillons de sang et de cheveu d'Eyler. Un échantillon de sang révèle qu'il s'agit de sang du groupe O positif.

## Accusation de meurtre officielle
Larry Eyler est officiellement accusé du meurtre de Calise, le 29 octobre, avec une caution en cours d'un million de dollars et la date de procès prévue au 19 décembre. Eyler proteste de son innocence, ajoutant dans une interview que cette accusation détruit sa réputation auprès de sa famille et de ses amis et déclarant que s'il avait tué quelqu'un, il y aurait eu des preuves réelles,.
Le 1er novembre, les enquêteurs du comté de Lake obtiennent un mandat de perquisition pour fouiller l'appartement de Robert Little. Leur but est de trouver si les tee-shirts et les portefeuilles des victimes y sont. Ils trouvent 221 vêtements, bijoux, produits pharmaceutiques et photographies de Polaroid, mais aucune de ces pièces n'appartient aux victimes. Cependant, une clef dans l'appartement est identique à une clef retrouvée sous le cadavre de Steven Agan. Cette clef, comme on le déterminera plus tard, permet d'ouvrir la porte d'un bureau où Eyler a travaillé en 1982.
Un nouvel avocat de la défense du nom de David Schippers remplace Ditkowsky avec l'approbation de la mère d'Eyler, de Robert Little et de John Dobrovolski, le 12 novembre. Schippers choisit une autre stratégie de défense et interdit à son client de donner des interviews à la presse.

### Problèmes de légalité
Une longue audience concernant les preuves se tient en décembre 1983. Le juge du comté de Lake, William Block, juge que bien que l'arrestation initiale d'Eyler pour l'infraction au code de la route ait été légalement valide, sa détention ultérieure au cours de laquelle les preuves récupérées par la police de l'Indiana et maintenant présentées devant lui avaient été obtenues sans « cause probable », et qu'ainsi la détention d'Eyler est illégale. Une nouvelle audience est fixée le 23 janvier 1984 pour déterminer de la légalité et de la nullité éventuelle des mandats de perquisition et pour examiner la demande de la défense de supprimer les preuves physiques et circonstancielles récupérées entre le 30 septembre et le 22 novembre 1983.

## Remise en liberté
Le sergent de police John Pavlakovic au cours de l'audience de janvier 1984 révèle que la police de Lowell a prolongé la détention d'Eyler le 30 septembre 1983 afin d'attendre l'arrivée à Lowell de membres de la task force rassemblée pour enquêter sur la série de meurtres et que donc Eyler n'a pas été détenu de façon officielle pour avoir fait des avances sexuelles auprès du jeune autostoppeur qui se trouvait dans son véhicule au moment de l'arrestation pour infraction routière. De plus, il est avéré que la fouille du domicile de John Dobrovolski effectuée par la police du comté de Lake et des policiers de Chicago, le 3 octobre 1983, a été faite sans mandat de perquisition.
« Le groupe de travail d'Indiana et nous avons pu, en travaillant ensemble, retracer les déplacements de Larry Eyler pendant une année entière. Il y a vingt et un meurtres que nous connaissons. A travers des reçus et des factures et que sais-je encore, nous avons pu le placer sur neuf des scènes... voici la date à laquelle Steve Crockett a disparu; voici quand il a été retrouvé, et voici l'endroit où Larry Eyler a fait son plein d'essence. Ici vous trouvez la preuve d'un appel en PCV de la salle de sport où Larry Eyler et John Bartlett s'entraînaient. Voici la date de la disparition de Bartlett et voici la facture du plein d'essence tout près de l'endroit où on a retrouvé le corps de Bartlett ...Vous ne voyez donc pas donc pas le schéma ? Il tue et il fait un appel téléphonique. C'est toujours le même schéma. Maintenant que vous le libérez, espérons qu'il n'y aura pas de nouveaux appels téléphoniques à Terre Haute ! »
Quatre jours s'ensuivent pour écouter les témoignages. Le juge Block ajourne l'audience jusqu'au 27 janvier pour mûrir sa décision. Il informe le state attorney adjoint et l'avocat Schippers que des précédents suffisants ont existé pour admettre ou supprimer des preuves. Le 1er février 1984, le juge Block décide que bien qu'Eyler eut signé ses droits Miranda concernant sa détention, il avait été gardé en détention à propos d'accusations qui n'étaient pas en lien avec le crime de meurtre et qu'il n'avait été détenu que pour des accusations de menaces sexuelles. Citant la « règle de l'exclusion » (exclusionary rule) comme fondement de sa décision, le juge Block juge que la preuve physique recueillie par les enquêteurs de l'Illinois en comparaison des empreintes de chaussures et des traces de pneus avec les moulages de plâtre, trouvés sur la scène de crime de Calise a été teintée d'illégalité, car l'enquête en la matière a été faussée par la détention illégale d'Eyler de la part des enquêteurs de l'Indiana, en violation de ses droits constitutionnels. En outre, bien que les enquêteurs de l'Illinois aient eu possession des chaussures d'Eyler de la part de leurs collègues de l'Indiana, grâce à une assignation, ces chaussures n'ont jamais fait l'objet d'une réquisition officielle de la part des autorités de l'Indiana. Block juge ensuite que les faits détaillés dans l'« affidavit » de la police pour fouiller l'appartement de Robert Little étaient tout à fait insuffisants pour obtenir un mandat de perquisition. Avec l'exception des traces de pneus, du cheveu et des échantillons de sang d'Eyler, Block ordonne que l'on détruise toutes les autres preuves contre Eyler. Le juge Block réduit aussi la caution d'Eyler à la somme de 10 000 dollars dès à présent.
Faisant suite à ce jugement, Eyler est libéré le 6 février 1984, sa famille et Robert Little ayant payé la caution réduite. De plus, Eyler n'a pas le droit de quitter l'État de l'Illinois.
Les procureurs tentent de faire appel de la décision du juge Block, y compris de l'ordre de supprimer les preuves contre lequel ils se tournent vers la Cour suprême des États-Unis; mais toutes ces tentatives sont vaines.
Quatre semaine après sa remise en liberté, Eyler déménage de façon permanente à Chicago et s'installe dans un immeuble d'appartements à Rogers Park. Robert Little lui fournit les meubles et paye le loyer hebdomadaire; il lui achète même de nouveaux pneus pour son pick-up.... À la demande de son avocat, Eyler refuse de donner sa nouvelle adresse à son amant John Dobrovolski; mais celui-ci finit par trouver où il habite.

### Meurtre de Daniel Bridges
Vers 10 heures et demi du soir à Uptown (Chicago), le 19 août 1984, Eyler fait monter dans son appartement Daniel Bridges, âgé de 16 ans. Le garçon, benjamin de treize enfants et négligé par ses parents, connaissait bien Eyler qui habitait dans le même quartier depuis sa libération et connaissait aussi une des victimes d'Eyler, Ervin Gibson. Bridges est un adolescent souvent en cavale vivant d'expédients et se prostituant depuis l'âge de 12 ans. On lui avait dit de se méfier d'Eyler qu'il décrit d'ailleurs deux mois avant le meurtre comme un « mec vraiment bizarre » (real freak) qui connaît bien les garçons prostitués du coin. Bridges fait cette déclaration à un reporter de la NBC qui tourne alors un documentaire sur l'exploitation des enfants aux États-Unis,.
Une fois dans l'appartement, l'adolescent est attaché à une chaise avec une corde à linge, avant d'être roué de coups et poignardé à mort. Ensuite Eyler le démembre dans sa salle de bain. Le corps est coupé en huit morceaux vidés de leur sang, mis ensuite dans des sacs en plastique.
Le corps démembré de Daniel Bridges est découvert par le concierge Joseph Balla, le 21 août 1984 au matin, dans une benne à ordures dans les environs de Rogers Park au nord de Chicago.

## Seconde arrestation
En faisant sa déclaration à la police, Balla affirme que d'autres gardiens d'immeuble ont remarqué un locataire du nom de Larry Eyler en train de mettre des sacs en plastique dans cette benne à ordures l'après-midi de la veille. Le capitaine de police Francis Nolan en entendant ce nom comprend tout de suite et informe les quatre autres officiers présents: « Emparez-vous de celui qui occupe l'appartement 106, peu importe qui il est! ». Quelques minutes plus tard, Eyler est arrêté dans son appartement alors qu'il dort avec son amant. Celui-ci, John Dobrovolski, est également arrêté, mais bientôt relâché.
Un examen scientifique de l'appartement d'Eyler mené les 21 et 22 août 1984 révèle que de grandes quantités de sang ont été récemment nettoyées dans sa chambre à coucher, qui a de plus été récemment repeinte, mais l'on trouve des taches de sang sur le sol, les murs et le plafond. De nombreuses traces de sang sont analysées plus tard comme étant celles de Daniel Bridges et sont trouvées sur le matelas, le siège d'une chaise, une ceinture de cuir, un canapé dans cette pièce et sous le plancher de la porte menant à la salle de bain.
Dans un placard d'Eyler, les enquêteurs trouvent le jeans de l'adolescent plein de taches de sang, comme l'est aussi son tee shirt avec le logo de l'université Duke qu'ils trouvent dans un panier, ainsi qu'un blouson en cuir appartenant à Eyler qu'il avait récemment lavé. En plus, les enquêteurs trouvent une scie à métaux dans l'appartement. La lame de cet instrument et un poinçon sont découverts dans un tiroir de la buanderie. Des reçus montrent aussi qu'Eyler a acheté récemment plusieurs lames de scie.
La police scientifique relève les empreintes d'Eyler sur les sacs en plastique ayant servi à dissimuler les morceaux du corps du garçon,. Le 24 août, les enquêteurs examinent l'appartement (vidé au préalable) d'Eyler au luminol. Cet examen révèle que la chambre à coucher d'Eyler a été éclaboussée d'énormes traces de sang et que le corps de Bridges a été traîné de cette pièce dans la baignoire pour y être à l'évidence démembré.

### Seconde accusation de meurtre
Eyler est accusé officiellement de meurtre le 22 août 1984 sur la personne de Daniel Bridges Cette fois encore, il nie toute implication et insiste sur le fait que ses empreintes ont pu se trouver par inadvertance sur les sacs en plastique car il avait pu les bouger en jetant ses propres ordures dans la benne. Ce même jour, l'autopsie de Bridges est pratiquée par le Dr Robert Stein; elle révèle que la mort a été donnée par de nombreuses blessures infligées par un couteau et un poinçon ou un tournevis. Il n'y a pas de fracture faciale, bien qu'il y ait une trace de coup près de l'œil droit et des petites coupures au visage. Quatorze blessures ont été infligées par un pic à glace ou un poinçon sur et autour du sternum de l'adolescent. Tout a été fait avant sa mort. Cinq coups de couteau sont relevés sur l'abdomen ayant causé de profondes blessures et ayant fait sortir son intestin. Trois coups de couteau sont relevés sur le dos avec une telle force que la lame a perforé le cœur et le poumon gauche.
Dans l'optique de réclamer la peine de mort, les procureurs du futur procès, Mark Rakoczy et Rick Stock, choisissent d'accuser Eyler des crimes d'enlèvement aggravé, de séquestration illégale, de dissimulation de cadavre en plus de l'accusation de meurtre sur la personne de Daniel Bridges,,.

## Procès
Eyler paraît devant la justice pour enlèvement aggravé, séquestration illégale, meurtre, dissimulation de cadavre en la personne de Daniel Bridges le 1er juillet 1986. Le procès a lieu au tribunal du comté de Cook (Illinois) devant le juge Joseph Urso. L'accusé plaide non coupable. Comme il est insolvable, il est défendu par deux avocats commis d'office, Claire Hilliard et Tom Allen, tandis que David Schippers informe le juge Urso de son intention de défendre Eyler pro bono. Les avocats d'Eyler demandent à leur client de ne pas témoigner en son propre nom.
Dans sa première déclaration au jury le 1er juillet, Mark Rakoczy met en avant les preuves physiques et circonstancielles accusant Eyler et souligne le fait que celui-ci a été tout près d'échapper à la justice dans ce crime; si le concierge Joseph Balla n'avait pas soupçonné Eyler et n'avait pas fait de déclaration à la police, le corps de Bridges n'aurait jamais été retrouvé et aurait été enseveli sous des immondices dans une quelconque décharge. Rakoczy fait aussi référence à une remarque faite par Eyler à un concierge qui lui posait la question de savoir ce qu'il était en train de jeter dans la benne, car c'était de grands sacs, et Eyler de répondre: « Je me débarrasse de vieilles merdes de mon appartement ».
David Schippers fait sa première déclaration devant le jury en faveur de la défense, arguant du fait que la seule preuve de l'implication d'Eyler dans ce meurtre est qu'il a mis des sacs dans la benne, devant témoin; mais que rien ne prouve que c'est lui le meurtrier. Schippers souligne aussi le fait que deux autres hommes ont été invités alternativement chez Eyler entre le 19 et le 21, et que l'un d'eux y est resté un bon bout de temps. Il ajoute que rien ne prouve non plus que Bridges soit venu chez Eyler contre sa volonté et que l'on ne l'a pas vu non plus dans le pick-up d'Eyler car il n'y a aucune empreinte de l'adolescent dans le véhicule comme l'a montré l'enquête scientifique.

### Déclarations des témoins
Le premier témoin de l'accusation est Robert Little qui témoigne avoir été en compagnie d'Eyler entre le 17 août et le 19 août 1984, mais qu'il est retourné ensuite à Terre Haute vers 10 heures 15 du soir, à la date du meurtre. Ensuite le deuxième témoin de l'accusation, le Dr Stein, décrit le 2 juillet les tortures et mutilations subies par le jeune garçon avant et après sa mort et que cette affaire « est l'une des pires qu'[il] ait jamais vues », ajoutant que la façon et la profondeur des blessures correspondent à la scie que l'on a trouvée dans l'appartement d'Eyler. Répondant aux questions de Tom Allen, le Dr Stein admet que l'on a trouvé de l'alcool et de la cocaïne dans le sang de la victime, ce qui laisse à penser selon la  défense que Bridges est venu de son plein gré dans l'appartement d'Eyler.
Le 4 juillet 1986, le gardien d'immeuble Al Burdicki témoigne avoir vu Eyler faire entre huit et douze voyages vers son casier de stockage le 20 août 1984, Eyler lui expliquant qu'il avait besoin de « prendre des instruments pour un travail ». Des heures après, Burdicki témoigne aussi avoir vu Eyler faire trois voyages séparés vers la benne à ordures.
Le 7 juillet 1986, John Dobrovolski témoigne pour l'accusation qu'il a téléphoné à Eyler à trois reprises entre 20 heures 45 et 23 heures 25 à la date de la disparition de Bridges, puis de nouveau à 14 heures 45, le 20 août, seulement pour être informé qu'il ne devait pas venir chez lui car Robert Little s'y trouvait; Dobrovolski déclare que cela est très inhabituel car Robert Little était retourné comme d'habitude à Terre Haute le dimanche matin. Dobrovolski témoigne ensuite que dans son dernier appel téléphonique il a dit à Eyler qu'il voulait venir dans quinze minutes et qu'Eyler lui a répondu: « Non, ne fais pas ça! » Eyler lui a dit que c'est lui qui allait venir tout de suite chez Dobrovolski. Ce dernier remarque qu'à son arrivée Eyler avait pris à l'évidence un bain ou une douche juste avant de partir le retrouver. Il n'a pas envie de sexe si bien que Dobrovolski se demande si Eyler n'aurait pas eu une relation sexuelle avec un autre homme juste avant.
Robert Little confirme plus tard des parties du témoigage de Dobrovolski, mais insiste sur le fait qu'il a quitté l'appartement d'Eyler environ quinze minutes avant que l'on ait vu Bridges vivant pour la dernière fois. Pour appuyer cette affirmation qu'il a quitté tard l'appartement d'Eyler le 19 août 1984, l'avocat de Little montre comme preuve un reçu fiscal selon lequel Little a payé sa taxe d'habitation de l'appartement de Terre Haute à midi le 20 août À la question de savoir pourquoi il a payé cette taxe ce jour-là alors qu'elle était redevable jusqu'à octobre, Little répond qu'il avait suffisamment de quoi payer et qu'il avait décidé de régler des factures ce jour-là.
La défense tente alors d'instiller un « doute raisonnable » dans l'esprit des jurés, à propos de l'identité réelle du meurtrier de Bridges. Schippers réussit à ce que Dobrovolski concède à dire que la raison pour laquelle Eyler semblait « désintéressé » par une relation sexuelle, serait qu'il aurait peut-être reçu un autre homme chez lui pour avoir une relation sexuelle consentie dans son appartement, ce pourquoi Eyler aurait dissuadé Dobrovolski de venir chez lui la nuit du 19 au 20. Schippers fait aussi référence à Little voyageant opportunément de Rogers Park à Terre Haute pour payer une taxe d'habitation redevable dans les deux mois, le matin après le meurtre de Bridges, ajoutant qu'il est étrange de payer en personne aux impôts, alors que d'habitude il paye par courrier. Schippers suggère que la raison pour laquelle Little a payé cette taxe en personne est qu'il avait besoin de se forger un alibi.
En soutien de la thèse de l'accusation, selon laquelle Eyler a amené Bridges chez lui, non pour s'engager dans une relation sexuelle, mais simplement pour torturer et tuer le jeune garçon, une technicienne de la police scientifique, Marion Caporusso, témoigne le 8 juillet qu'aucune trace de sperme n'a été découverte sur le corps de la victime. Interrogée par la défense, Marion Caporusso déclare que des traces de sang ont été découvertes sous des ongles trouvés dans un cendrier de l'appartement d'Eyler et que ce sang n'appartient ni à Eyler, ni à la victime et que l'on ne connaît personne ayant été présent dans l'appartement d'Eyler entre le 19 et le 21 pour faire des tests de comparaison avec ces échantillons.

### Plaidoyers
L'accusation et la défense font leurs derniers plaidoyers devant le jury le 9 juillet. Le procureur adjoint Rick Stock fait son plaidoyer au nom de l'État soulignant l'atrocité des blessures subies par Bridges et mettant en avant le meurtre prémédité et les efforts d'Eyler de cacher les preuves.
Après Stock, c'est au tour de David Schippers de faire sa plaidoirie pour la défense devant le jury: « Où est la preuve que Danny Bridges a été enlevé ? » À propos de marques sur les chevilles et les poignets de la victime, Schippers affirme qu'Eyler a un penchant pour le bondage et que Bridges s'est soumis à cela de son plein gré. Spéculant qu'Eyler pourrait ne pas être le véritable meurtrier, Schippers prête l'oreille au témoignage de Dobrovolski à propos de la présence de Robert Little chez Eyler jusqu'à 14 heures 45 le 20 août et de l'histoire de la taxe d'habitation. Schippers fait allusion à l'acceptation par l'accusation de la version de Little et déclare narquois: « Eh bien si Little le dit, c'est que cela doit être vrai. »
Mark Rakoczy donne une brève réfutation, déclarant que les preuves de l'accusation d'Eyler étaient déjà bien évidentes avant que l'accusation ne s'occupe de cette affaire. Le juge Urso informe ensuite le jury  des facteurs qu'il doit considérer pour atteindre sa délibération, ajoutant que les jurés ne doivent avoir ni préjugés ni sympathies qui pourraient influencer le verdict. Ils se retirent ensuite.

## Verdict
Après trois heures de délibération, Eyler est reconnu coupable d'enlèvement aggravé, de séquestration et du meurtre de Daniel Bridges, ainsi que de dissimulation de son cadavre et il est donc condamné à mort. Son visage ne laisse transparaître aucune émotion à l'énoncé du verdict. Le juge Urso le condamne à mort le 3 octobre par injection létale, sentence qui ne fut jamais exécutée. Soulignant que sa décision lui a été difficile à prendre à cause de ses convictions religieuses, le juge Urso explique : « Ce crime barbare et insensé sur un garçon de 16 ans, ce meurtre si brutal, tout cela défie toute description et me montre votre total mépris de la vie humaine. S'il y avait une seule personne ou une situation pour lesquelles l'on pourrait appliquer la peine de mort, ce serait vous. Vous êtes l'incarnation du mal. Vous méritez pleinement la mort pour vos actes. Je vous condamne donc à la peine de mort pour le meurtre de Danny Bridges commis au cours de son enlèvement aggravé. »,.

## Incarcération
Immédiatement après la sentence, Eyler est transféré au Pontiac Correctional Center, où il est incarcéré dans le couloir de la mort. On lui fait passer de multiples examens psychiatriques qui concluent que Larry Eyler souffre d'un trouble sévère de personnalité borderline. Notant la sensibilité pathologique d'Eyler eu égard à des sentiments d'abandon, les experts théorisent le fait qu'Eyler a tué en réponse à des sentiments réels ou perçus de rejet de la part de son amant, déchargeant sa rage sur ses victimes. En outre, ces experts sont d'avis qu'il a tué aussi afin de maintenir un sens de la maîtrise des choses.

## Suites
Eyler est soupçonné d'être mêlé à plusieurs autres meurtres de jeunes hommes. Deux de ses victimes découvertes en 1983 dans les comtés de Newton et de Jasper, en Indiana, restèrent non-identifiées jusqu'en 2016.
Lorsque Larry Eyler mourut des suites du SIDA, il était dans le couloir de la mort, en attente de son exécution. Sa défense était assurée par l'avocate Kathleen Zellner qui avait fait une demande en appel pour revoir la condamnation pour meurtre de son client. Cette demande, en cours à la Cour suprême de l'Illinois à l'époque, prétendait que David Schippers, l'un des avocats de Larry Eyler, avait touché 16 875 dollars de la part de Robert David Little, témoin du ministère public et partenaire de longue date d'Eyler, et que l'avocat se trouvait donc en conflit d'intérêts. Selon les dires de Larry Eyler, c'est lui qui aurait tué Daniel Bridges. Après la mort de Larry Eyler, Kathleen Zellner confirma qu'elle mènerait ce dossier à terme afin de clarifier certains points.
Le juge William Block a souffert de répercussions politiques après sa décision de supprimer les preuves de culpabilité d'Eyler dans le crime de Ralph Calise et de réduire sa caution à 10 000 dollars. Block s'est vu empêché de devenir juge à la cour d'appel de l'Illinois et est resté toute sa carrière simple juge  de cour de circuit à Waukegan.
L'amant d'Eyler, John Dobrovolski, s'est installé en Californie après avoir été arrêté quelque temps, puis est revenu vivre avec sa femme à Chicago. Il est mort du SIDA en janvier 1990 à l'âge de 29 ans.

## Autres victimes potentielles
Le livre de Geda-Lind Kolarik, Freed to kill (1990), qui étudie les liens potentiels de Larry Eyler avec plusieurs meurtres ou disparitions de jeunes hommes dans les États de l'Indiana et de l'Illinois entraîna la réouverture d'enquêtes dans plusieurs juridictions.
Après la mort de Larry Eyler, son avocate, Kathleen Zellner, révéla les noms de dix-sept jeunes hommes que son client avait reconnu avoir assassinés et quatre autres noms de jeunes hommes assassinés par un complice non-identifié. Par la suite, la défense voulut établir qu'il s'agissait de Robert David Little, ancien professeur et partenaire de longue date du meurtrier, mais il fut acquitté et reprit son activité d'enseignant.
Selon Kathleen Zellner, Larry Eyler avait rédigé la liste de ses victimes trois ans environ avant sa mort, espérant ainsi pouvoir négocier une remise de peine. Le procureur refusa de négocier, mais Larry Eyler autorisa tout de même que cette liste soit révélée.